# Zátoňská mokřina
Zátoňská mokřina je přírodní rezervace jihovýchodně od obce Horní Vltavice v okrese Prachatice. Chráněné území se rozkládá v prostoru mezi silnicí Horní Vltavice – Zátoň a řekou Teplou Vltavou. Oblast spravuje Správa NP a CHKO Šumava.
Předmětem ochrany je mozaika iniciálních stádií acidofilních bučin, údolních jasanovo-olšových luhů, rašelinných a podmáčených smrčin se zbytky vlhkých pcháčových luk a vlhkých tužebníkových lad přecházející ve střídavě vlhké bezkolencové louky vltavské nivy jako samovolně se vyvíjející les na ladem ležícím bezlesí; populace kosatce sibiřského (Iris sibirica); kriticky ohrožené druhy plazů a jejich spontánně se vyvíjející biotopy: zmije obecná (Vipera berus); silně ohrožené druhy obojživelníků a jejich spontánně se vyvíjející biotopy: čolek horský (Ichthyosaura alpestris); silně ohrožené druhy plazů: slepýš křehký (Anguis fragilis); ohrožené druhy plazů, obojživelníků a jejich spontánně se vyvíjející biotopy: užovka obojková (Natrix natrix), ropucha obecná (Bufo bufo); ohrožené druhy rostlin ponechané bez hospodaření v jejich spontánně se vyvíjejících biotopech: dřípatka horská (Soldanella montana), vemeník zelenavý (Platanthera chlorantha), oměj horský (Aconitum napellus), lilie zlatohlavá (Lilium martagon), kosatec sibiřský (Iris sibirica); zajímavé a typické druhy jako součást dynamicky se vyvíjejícího ekosystému: zvonečník černý (Phyteuma nigrum), kopytník evropský (Asarum europaeum), lýkovec jedovatý (Daphne mezereum), kokořík přeslenitý (Polygonatum verticillatum), konvalinka vonná (Convallaria majalis); silně ohrožené druhy ptáků a jejich biotopy: jeřábek lesní (Tetrastes bonasia); ohrožené druhy ptáků a jejich biotopy: ořešník kropenatý (Nucifraga caryocatactes), sluka lesní (Scolopax rusticola).

## Galerie

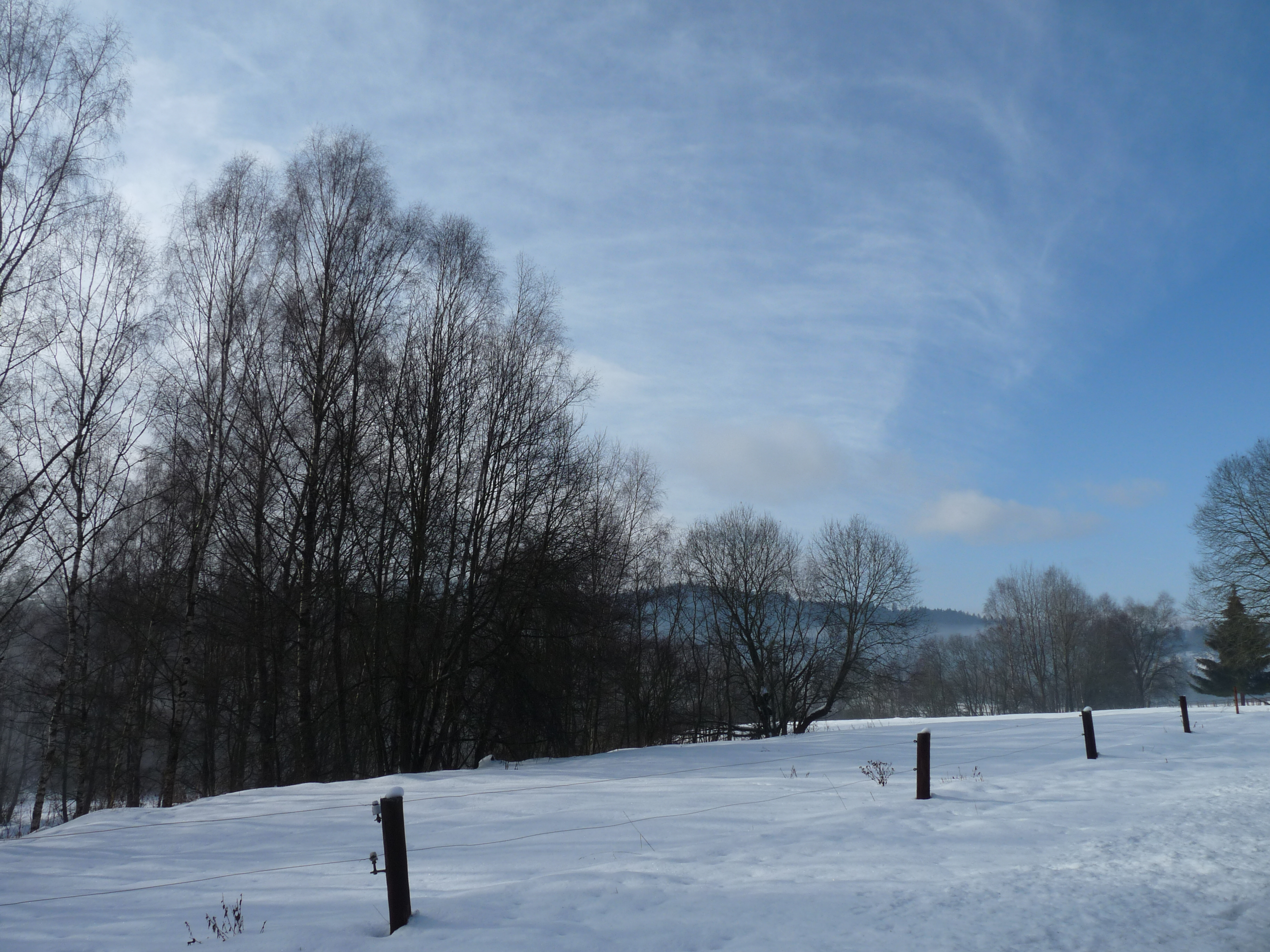
V zimě
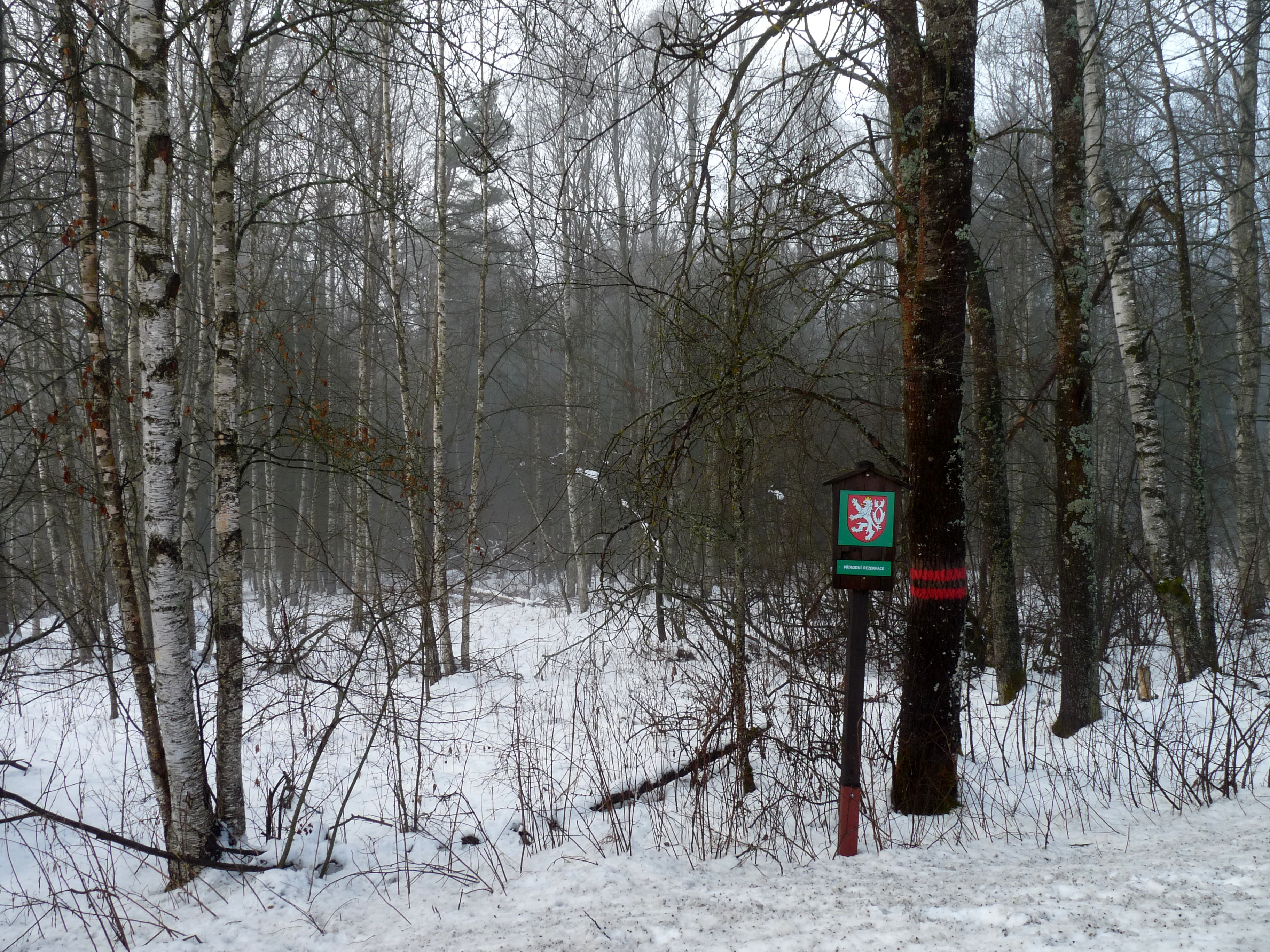
Hranice území
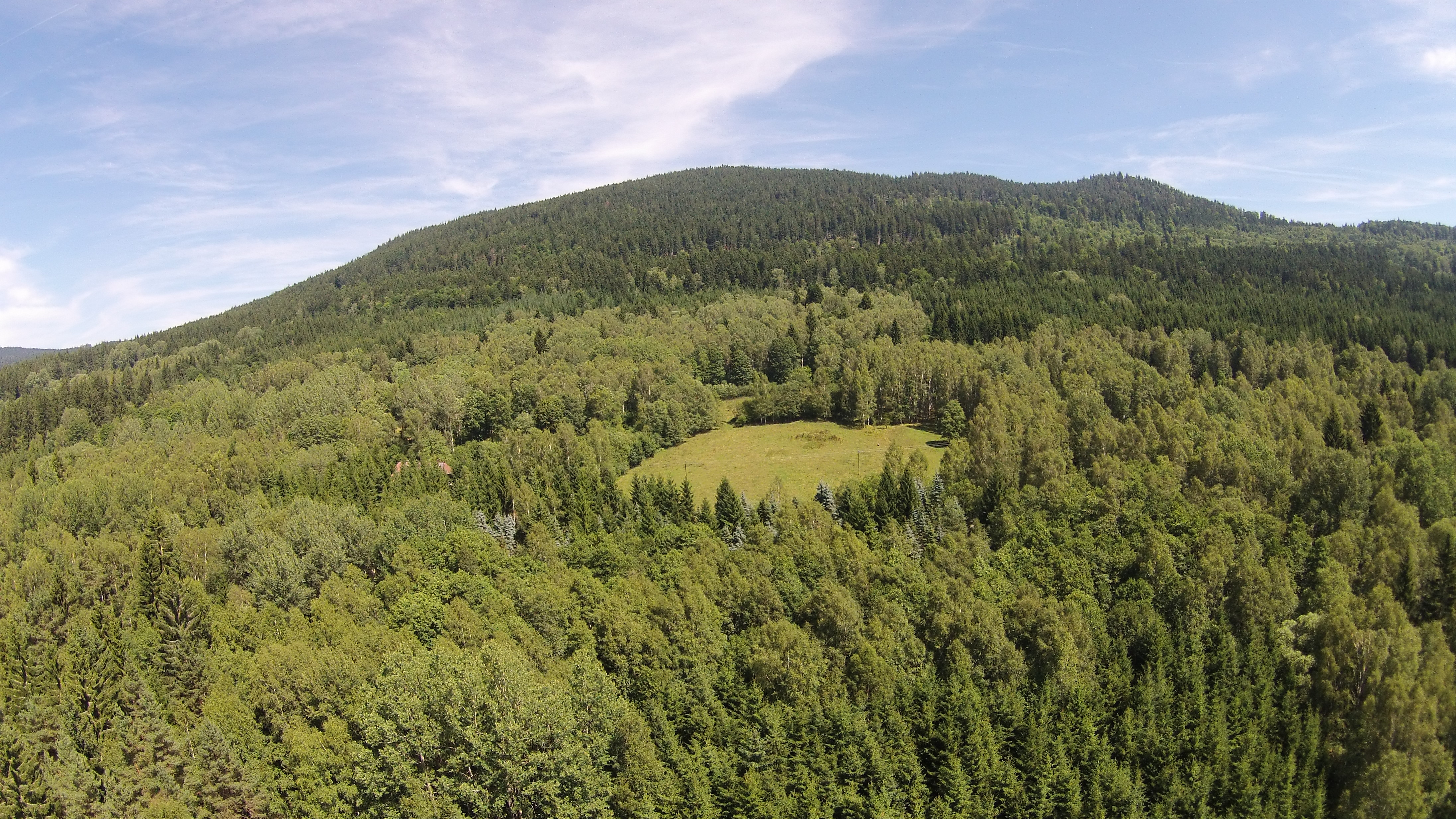
Letecký pohled